# Претензії щодо «Алабами»

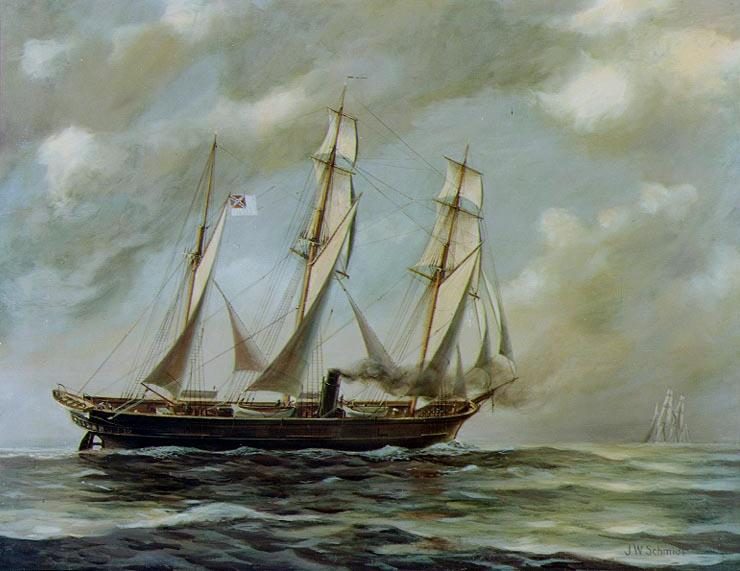
Зображення CSS Alabama

Претензії щодо «Алабами» — низка вимог про відшкодування збитків, які вимагав уряд Сполучених Штатів від Сполученого Королівства в 1869 році, за напади на торгові судна США, здійснені військовими кораблями флоту Конфедерації, побудованими на британських верфях під час Громадянської війни у США. Претензії були зосереджені переважно на найвідомішому з цих рейдерів — CSS Alabama, який захопив більше шістдесяти призів, перш ніж корабель потопили біля французького узбережжя в 1864 році.
Після того, як міжнародний арбітраж схвалив американську позицію в 1872 році, Велика Британія уладнала це питання, сплативши США $ 15,5 млн. Припинення спору уможливило укладення договору, який відновив дружні відносини між Великою Британією і США. Цей міжнародний арбітраж створив прецедент, і справа викликала зацікавленість у кодифікації міжнародного публічного права.

## Британська політична участь
Прем'єр-міністр Великої Британії Лорд Палмерстон і міністр закордонних справ лорд Джон Рассел не зупинили вихід «Алабами» у море з суднобудівних заводів Лейрда в Біркенхеді. Посольство США у Лондоні протестувало проти цього рішення, і посол США у Великій Британії Чарльз Френсіс Адамс вказував, що корабель призначений для Конфедерації, де він буде використаний проти Сполучених Штатів.
Хоча і прем'єр-міністр і міністр закордонних справ, були прихильниками підтримки Конфедерації на час будівництва «Алабами»' британська громадська думка була розділена з цього питання, і депутати, такі як Річард Кобден, агітували проти цього. Подальший відхід  «Алабами» виявився публічно чутливим, і Палмерстон, і Рассел пізніше були змушені визнати, що корабель не повинен був відплисти. Уряд звернувся за порадою до Лорда — головного судді Англії та Уельсу, сера Александра Кокберна, який постановив, що вихід корабля не порушує нейтралітету Великої Британії, тому що він не був оснащений гарматами в той час, коли залишив британські порти.
У наступному році Британія затримала два броненосці, побудовані в Беркенгеді, які були призначені для Конфедерації. Внаслідок потужного скандалу через «Алабаму» Пальмерстон доручив британському Адміралтейству подати пропозицію на придбання кораблів. Вони були куплені посередником, мсьє Браві з Парижа (який замовив їх будівництво для Конфедерації).

## Претензії
У тому, що отримало назву «претензії щодо Алабами», у 1869 році Сполучені Штати вимагали відшкодування прямого і побічного збитку у Великої Британії. Зокрема Сполучені Штати стверджували, що Велика Британія порушила нейтралітет, дозволивши побудувати п'ять військових кораблів, особливо «Алабаму», знаючи, що зрештою вони будуть використані Конфедерацією.
Інші дані включали наступне: Влітку 1862 року британський паровий корабель «Oreto», пізніше перейменований в CSS Florida, був доставлений в Нассау на Багамах, з таємним наміром, передати його ВМС Конфедеративних Штатів. Адмірал британського Королівського флоту Джордж Вілс Вотсон (George Willes Watson) допомагав передачі, і дії Вотсона розглядалися трибуналом.
Інші військові кораблі включали CSS Shenandoah (побудований у [./https://en.wikipedia.org/wiki/Alexander_Stephen_and_Sons Alexander Stephen and Sons] в Глазго), CSS Lark (також побудований Лейрдом як «Алабама») і CSS Tallahassee (побудований на корабельні J & W Dudgeon в Лондоні).

### Політичний контекст претензій
Сенатор Чарльз Самнер з Массачусетсу, голова Комітету з закордонних справ Сенату США, спочатку хотів вимагати 2 млрд доларів відшкодування збитків, або, як альтернативу, згоди Британії на приєднання Канади до Сполучених Штатів. Коли американський державний секретар Вільям Х. Сьюард обговорював питання купівлі Аляски в 1867 році, він призначав його як перший крок у всеосяжному плані отримання контролю над усім північно-західним тихоокеанським узбережжям. Сьюард твердо вірив у доктрину «Явного призначення», перш за все у комерційні переваги від її реалізації для Сполучених Штатів. Сьюард очікував, що провінція Західного узбережжя Британської Колумбії шукатиме шляхи приєднання до Сполучених Штатів і вважає, що Британія може погодитись на це в обмін на відмову від претензій у справі «Алабамі». Незабаром інші американські політики підтримали анексію Британської Колумбії, центральної канадської колонії Червоної річки (пізніше канадський штат Манітоба) і східної Нової Шотландії, в обмін на відмову від позову про відшкодування збитків.
Ідея досягла свого піку навесні і влітку 1870 року, коли американські експансіоністи, канадські сепаратисти і британські антиімперіалісти, здавалося б, об'єднали сили. План був відкинутий з кількох причин. Лондон проявляв непоступливість, американські комерційні та фінансові групи тиснули на Вашингтон задля швидкого вирішення спору, аби отримати кошти. Домініон Канада запропонував Британській Колумбії увійти до Канадської Конфедерації на дуже сприятливих умовах, які підкріпили націоналістичні настрої в Британській Колумбії, які вже віддавали перевагу збереженню вірності Британській імперії. Конгрес США був переобтяжений питаннями Реконструкції Півдня, а більшість американців виявили незначний інтерес до територіальної експансії після довгих років витрат і втрат громадянської війни.

### Вашингтонський договір
У 1871 році Гамільтон Фіш, державний секретар президента Улісса С. Гранта, розробив угоду з британським представником сером Джоном Роузом, яка створила комісії у Вашингтоні, що складалася з шести членів з Британської імперії і шістьох членів з США. Завданням комісії було вирішити претензії щодо "Алабами ", рефінансування та інші міжнародні спори між Канадою та Сполученими Штатами шляхом укладення договору. 8 березня 1871 року у Державному департаменті був підписаний Вашингтонський договір, а Сенат США ратифікував цей договір 24 травня 1871 року. Згідно з договором, у Женеві відбувся міжнародний арбітражний суд. Договір включав процес врегулювання для претензій по справі «Алабами», спірних зон рибальства в Атлантиці та належності островів Сан-Хуан (щодо кордону штату Орегон). Велика Британія та Сполучені Штати стали союзниками після укладення договору, і Велика Британія висловила жаль з приводу збитків. завданих рейдерами Конфедерації.

## Трибунал
Переговори відбулися в м. Суітленд, штат Меріленд, в маєтку бізнесмена Самуеля Тейлора Суіта). Засідання трибуналу відбулося у приймальному залі Ратуші в Женеви, Швейцарія. Це приміщення отримало потім назву salle de l'Alabama.
Остаточна нагорода у розмірі 15 500 000 доларів склала частину Вашингтонського договору і була виплачена Великою Британією у 1872 році. Водночас сума була зменшена на 1 929 819 доларів США, за рахунок визнаних Сполученими Штатами збитків, заподіяних Великій Британії незаконними практиками блокади під час Громадянської війни та викупу прав на риболовлю.

## Спадщина
Це встановило принцип міжнародного арбітражу і започаткував рух для кодифікації міжнародного публічного права з надією на пошук мирного вирішення міжнародних конфліктами. Вважається. що арбітраж за претензіями щодо «Алабами» був попередником Гаазької конвенції, Ліги Націй, Міжнародного суду і ООН. Радянський Союз ретельно вивчив претензії щодо «Алабами», оцінюючи, чи може він вимагати відшкодування за іноземну інтервенцію у громадянську війну в Росії.
За словами Володимира Набокова, арбітраж щодо «Алабами» залишив спадщину у літературі. На початку роману Анна Кареніна Льва Толстого Стіва Обленський бачить сон, який свідчить про те, що він читав про справу «Алабами» у Kölnische Zeitung.. В романі Жюля Верна «Навколо світу за вісімдесят дніввсьому світі в вісімдесят днів» інспектор Фікс попереджає Філеаса Фогга, що заворушення, з яким вони стикаються в Сан-Франциско, можуть бути пов'язаний з претензіями щодо «Алабами».